# Mike Alder
Mike Alder est un mathématicien australien qui a été professeur adjoint à l'Université d'Australie-Occidentale. Alder est connu pour ses écrits populaires, tels que des articles sardoniques sur le manque de compétences arithmétiques de base chez les jeunes adultes.

## Rasoir d'Alder
Le « rasoir d'Alder », est un rasoir philosophique conçu par Alder dans un essai intitulé « Newton's Flaming Laser Sword, Or: Why Mathematicians and Scientists don't like Philosophy but do it anyway » portant sur les positions contradictoires de scientifiques et de philosophes sur l'épistémologie et la connaissance. On peut le résumer tel que « ce qui ne peut être établi par l'expérience ou l'observation, ne mérite pas de débat ». Il a été publié dans Philosophy Now en mai/juin 2004.
Alder écrit que le scientifique moyen ne tient pas la philosophie en haute estime, « quelque part entre la sociologie et la critique littéraire ». Il a fortement critiqué ce qu'il considère comme l'influence disproportionnée de la  philosophie grecque — en particulier le platonisme — dans la philosophie moderne. Il oppose l'approche poppérienne du scientifique à l'approche platonicienne du philosophe, qu'il décrit comme la raison pure. Il illustre cela avec l'exemple du paradoxe de la force irrésistible, entre autres.
À savoir, pour le scientifique, la question peut être résolue par l'expérience.